# Mornas
Mornas är en kommun i departementet Vaucluse i regionen Provence-Alpes-Côte d'Azur i sydöstra Frankrike. Kommunen ligger i kantonen Bollène som tillhör arrondissementet Avignon. År 2022 hade Mornas 2 530 invånare.

## Befolkningsutveckling
Antalet invånare i kommunen Mornas
| Referens: INSEE |